# أعظم جاه
أعظم جاہ داماد والاشان صاحب زادہ نواب سير میر حمایت علی خان بهادر بي آفندی (بالأردوية: اعظم جاہ داماد والاشان صاحب زادہ نواب سر میر حمایت علی خان بہادر بے آفندی)‏ (21/22 فبراير 1907 - 9 أكتوبر 1970) هو الابن البكر لمير لعثمان علي خان آصف جاه السابع والأخير من سلالة نظام الملك حكام حيدر أباد. في عام 1936 منح مجاملة لقب أمير بيرار، وهي منطقة من نظام ثم تأجيرها إلى الأبد إلى بريطانيا.
في 12 نوفمبر 1931، وفي مدينة نيس بفرنسا تزوج أعظم جاہ من درَّ الشهوار، الأميرة العثمانية إبنة بنت الخليفة عبد المجيد الثاني آخر خليفة للدولة العثمانية. وفشل الزواج لاحقا، بعد أن خلّفا اثنين من الأبناء.

## وصلات خارجية
- TIME magazine feature
- The Hindu: The prince and the palace
- When marriage brought continents closer